# 日本スーパーラリーシリーズ

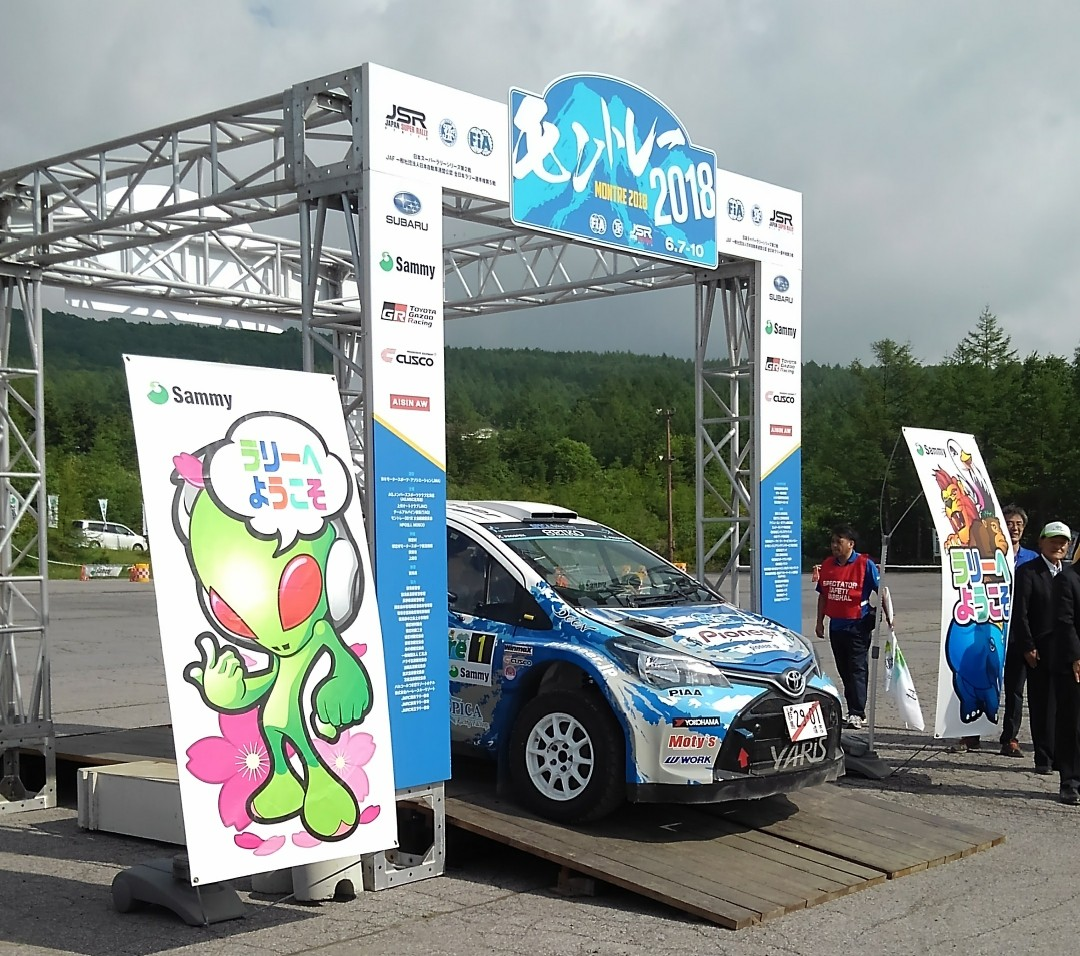
モントレーに参戦するトヨタ・ヤリス SCRS（2018年）

日本スーパーラリーシリーズとは、日本のラリー競技の大会の一つである。略称はJSR。主催者は日本モータースポーツアソシエーション（JMA）。

## 概要
2017年にJAF公認クラブのAG.メンバーズスポーツクラブ北海道とNPO法人M.O.S.C.Oが、
- ラリー競技の普及と振興
- 参加車両の拡大と、日本におけるラリーのグローバル化
- 参加者やファンにとって満足度の高いイベントの実施
- 日本のラリー競技の質の向上と発展

などを目的として立ち上げた。
日本初の国際格式のラリーシリーズであるが、FIAやJAFのいかなる選手権にも該当しない。なお単一の国際ラリーイベントとしては、2001年の第19回スパイク・インターナショナル 日本アルペンラリーが先である。
APRC（アジアパシフィックラリー選手権）や全日本ラリー選手権や東日本ラリー選手権などとの併催がメインで、年間3〜4戦程度で争われる。しかし参戦台数は伸びておらず、現在では公式のプロモーション活動もほとんど行われていない。2022年はモントレーが唯一同シリーズの併催ラリーとして開催された。

## レギュレーション

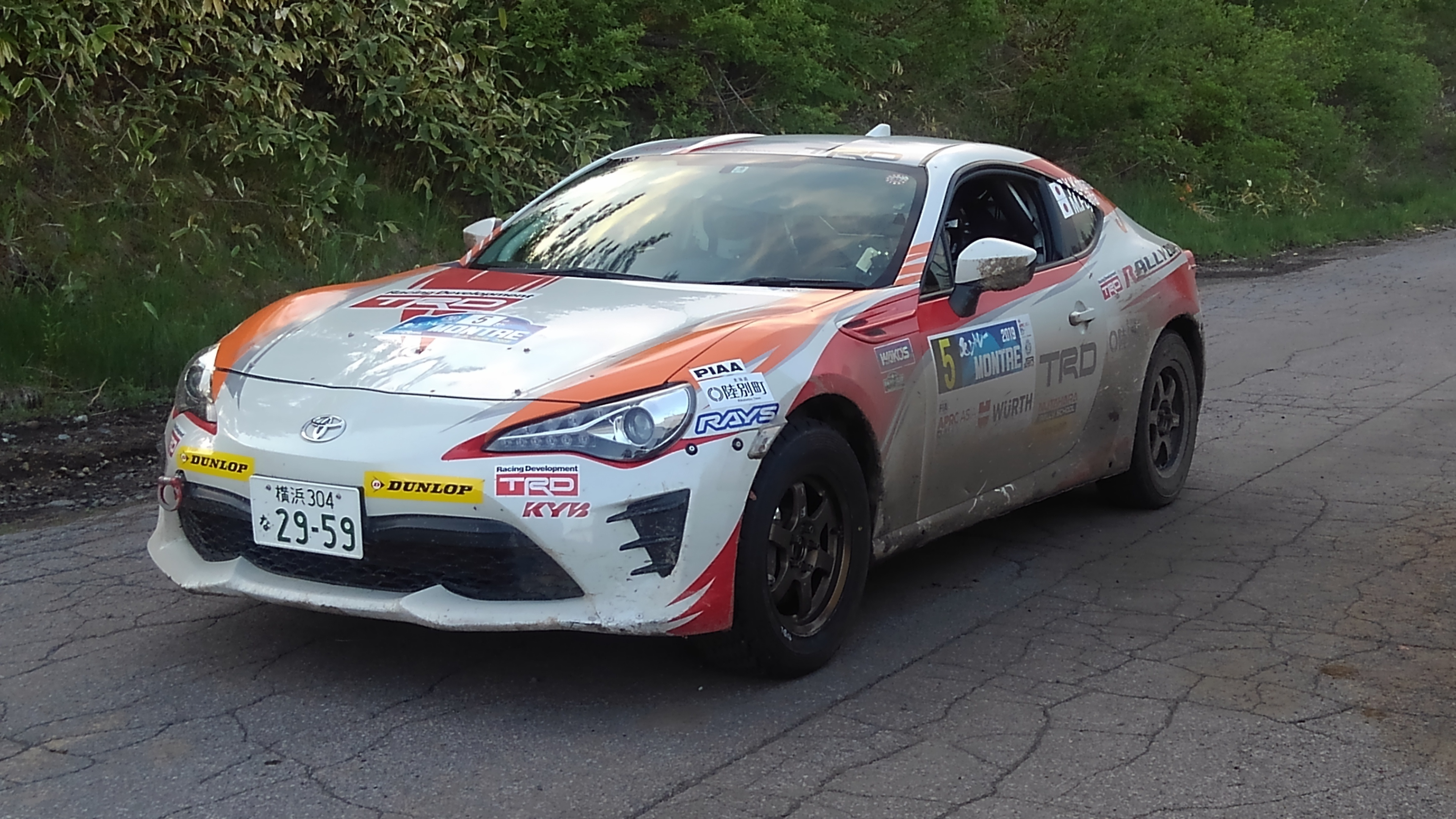
トヨタ・86

FIA規定及びJAF RJ規定、あるいはJMAが認可した車両が参戦可能となる。具体的にはWRカー、グループRally、グループN、グループAP4、RJ規定のJN1〜JN6車両などである。ただし安全装備の多くはFIAの基準を満たしている必要がある。また2020年までは全日本ラリーは公認ナンバー取得を要求されていたのに対し、当シリーズは仮ナンバーでも参戦できた。ゆえに全日本ラリーに比べると幅広い車種が参戦可能であり、スーパー2000をベースとする映画の撮影車であったヤリスSCRSはその代表例である。
エンジンは2リッター以下のものが使用可能。過給器の有無は自由だが、装着の場合は最大⌀34のエアリストリクターを装着する義務がある。
APRC（アジアパシフィックラリー選手権）と同様に、総合順位の他に二輪駆動車による2WDカップと、グループNの4WDターボ車またはそれに準ずる車両によるプロダクションカップが存在する。
ポイントシステムもAPRCと同じものが採用される。具体的には最終順位に25 - 18 - 15 - 12 - 10 - 8 - 6 - 4 - 2 - 1と配点される他、LEGごとの順位に7 - 6 - 5 - 4 - 3 - 2 - 1ポイントが与えられる。これは2WDカップ・プロダクションカップも同様である。

## 歴代チャンピオン
| 年   | 総合                                                                 | 総合                                                                  | 2WD                     | 2WD                       | プロダクション                                | プロダクション                               |
| 年   | ドライバー                                                           | コドライバー                                                          | ドライバー              | コドライバー              | ドライバー                                    | コドライバー                                 |
| ---- | -------------------------------------------------------------------- | --------------------------------------------------------------------- | ----------------------- | ------------------------- | --------------------------------------------- | -------------------------------------------- |
| 2017 | 炭山裕矢 （トヨタ・ヴィッツ4WD）                                     | 保井隆宏 （トヨタ・ヴィッツ4WD）                                      | 猪股寿洋 （トヨタ・86） | 新井祐一 （トヨタ・86）   | 黒岩満好 （三菱・ランサーエボリューションIX） | 高橋巧 （三菱・ランサーエボリューションIX）  |
| 2018 | 炭山裕矢 (シュコダ・ファビアR5 トヨタ・ヤリス SCRS スバル・WRX STI） | 保井隆宏 （シュコダ・ファビアR5 トヨタ・ヤリス SCRS スバル・WRX STI） | 猪股寿洋 （トヨタ・86） | 尼子祥一 （トヨタ・86）   | 黒岩満好 （三菱・ランサーエボリューションIX） | 高橋巧 （三菱・ランサーエボリューションIX）  |
| 2019 | マイケル・ヤング (トヨタ・ヴィッツ4WD トヨタ・C-HR）                 | 竹下紀子 (スバル・WRX STI トヨタ・ヴィッツ）                          | 小濱勇希 （トヨタ・86） | 藤田めぐみ （トヨタ・86） | 青山康 （スバル・WRX STI）                    | 竹下紀子 (スバル・WRX STI トヨタ・ヴィッツ） |